# Cotyadesmus iuba
Cotyadesmus iuba là một loài bọ cánh cứng trong họ Cerambycidae.